# Festival international de cinéma de Figueira da Foz
Le Festival international de cinéma de Figueira da Foz fut un important festival de cinéma au Portugal. Il s'est tenu de 1972 à 2002 à Figueira da Foz et se déroulait pendant dix jours au mois de septembre.
Le FICFF décernait différents prix, dont le grand prix pour une œuvre de fiction, le grand prix pour un documentaire, les Placas de Prata (prix spéciaux), le prix du court-métrage, le prix du meilleur premier film, le prix Glauber Rocha pour un film en langue portugaise ou espagnole...
Le Figueira Film Art lui succède depuis 2014.